# Pons Fabricius
Pons Fabricius eller Fabricius bro (italienska: Ponte Fabricio), även kallad Ponte dei Quattro Capi och Pons Iudaeorum, är den äldsta romerska bron i Rom i Italien som fortfarande är i bruk. Den uppfördes år 62 f.Kr. och sträcker sig från Campus Martius (Marsfältet) i öster till Tiberön. (Pons Cestius leder från Tiberön till Trastevere i väster.) 
Inskriptionen i original är den officiella dedikation som meddelar vilken myndighetsperson som låtit uppföra bron och lyder på latin: L . FABRICIVS . C . F . CVR . VIAR | FACIVNDVM . COERAVIT | IDEMQVE | PROBAVIT (Lucius Fabricius, Gaii filius, curator viarum, faciundum coeravit idemque probavit). På svenska: Lucius Fabricius, Gaius son, curator för vägarna, ombesörjde (bygget) och densamme godkände (det). Denna text upprepas på fyra ställen på bron, på varje sida och över varje valv. 

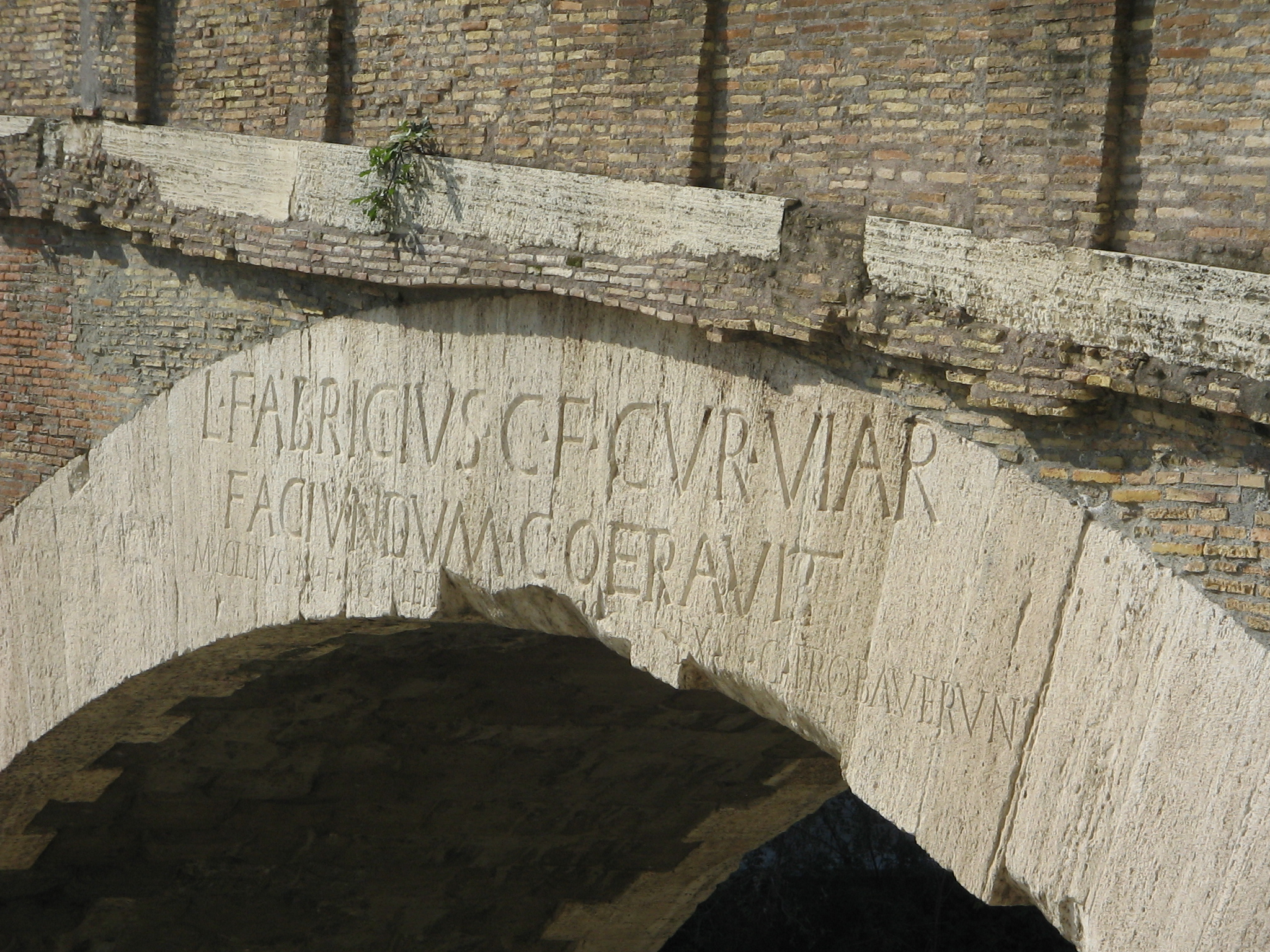
Inskriptionen CIL VI, 305 över valvbågen.

| Plan över Campus Martius |
| --- |
| Tibern Navalia Circus Flaminius Marcellusteatern Diana- templet Pietas- templet Janustemplet Junos tempel Spestemplet Bellona- templet Apollo Sosianus tempel Jupiter Stators tempel Juno Reginas tempel Octavias portik Filippus portik Hercules Musarum- templet Octavius portik Balbus- teatern Crypta Balbi Porticus Minucia Nymfernas tempel Diribitorium Juturnas tempel Fortunas tempel Feronias tempel Lares Permarinis tempel Pompejus curia Pompejus portik Pompejusteatern Venus Victrix tempel Marstemplet Hercules Custos tempel Castors och Pollux tempel Pons Fabricius Tiberön Porticus Maximae Neptunus- templet Divorum Villa Publica Hecatostylon Fortuna Equestris tempel Statilius Taurus amfiteater |